# Бурименко, Сергей Леонидович
Сергей Леонидович Бурименко (2 августа 1970, Николаев, Украинская ССР, СССР — 18 октября 2021, Николаев, Украина) — украинский футболист, полузащитник.

## Игровая карьера
Футболом начал заниматься в николаевской ДЮСШ «Судостроитель». Первый тренер — Александр Чунихин. Дебют Бурименко в команде «корабелов» состоялся 10 октября 1988 года в матче с черниговской «Десной».
В 1989 году тренер Валерий Журавко пригласил Сергея в очаковский «Маяк». Вместе с командой Бурименко прошёл путь от чемпионата области до первой лиги чемпионата Украины. В 1990 году в составе «Маяка» завоевал Кубок Советского Союза среди производственных коллективов. На турнире Сергей был основным игроком, сыграл, в том числе в финальном матче с «Металлургом» (Алдан).
В 1993 году Журавко перешёл в николаевский «Эвис» и забрал шестерых игроков, в том числе и Бурименко, с собой в команду областного центра. В этом сезоне николаевцы завоевали путёвку в высшую лигу. В следующем сезоне Сергей дебютировал в высшей лиге, но ушёл Журавко, пришёл Колтун, затем Кучеревский и Бурименко выпал из состава команды.
Продолжил карьеру в кременчугских «Нефтехимике» и «Кремне», комсомольском «Горняке-Спорт», александрийской «Полиграфтехнике» и запорожском «Торпедо». С 2000 по 2002 года выступал в чемпионате Эстонии.

## Карьера в сборной
В 1995 году в составе студенческой сборной Украины выступал на Универсиаде 1995 в Янонии. По итогам турнира украинцы заняли 4-е место.

## Тренерская карьера
С 2003 года — тренер СДЮШОР «Николаев». С 2013 по 2021 год — директор СДЮШОР «Николаев».
Умер в октябре 2021 года после продолжительной борьбы с болезнью.